# Karel Janoušek

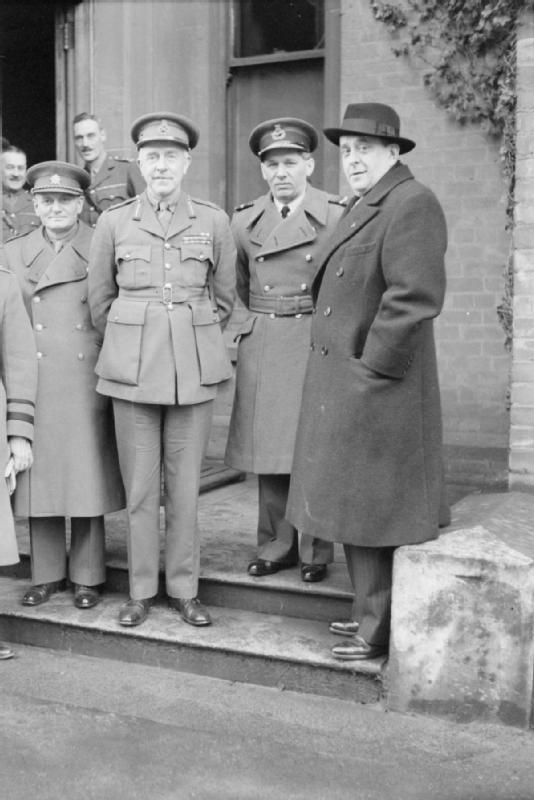
Karel Janoušek (2. v. r.) beim Besuch der Exilregierung in Nordirland

Karel Janoušek (* 30. Oktober 1893 in Přerov; † 27. Oktober 1971 in Prag) war ein tschechoslowakischer Soldat und Teilnehmer am Widerstand während des Ersten (1916 Legionär in Russland) wie auch des Zweiten Weltkrieges. Er machte sich als Armeegeneral der tschechoslowakischen Armee und Luftmarschall der britischen Royal Air Force (RAF) um die Entstehung der Luftwaffenverbände der tschechoslowakischen Exilarmee im Rahmen der britischen RAF verdient. Nach 1948 wurde er in der Tschechoslowakei verurteilt und zwölf Jahre inhaftiert.

## Leben

### Kindheit, Jugend und Studium
Janoušek, dessen Vater Beamter der österreichischen k.k. Staatsbahnen und 1878 einer der Gründer der unter dem Namen „Sociálně demokratická strana českoslovanská v Rakousku“ (Sozialdemokratische tschechoslowakische Partei in Österreich) gegründeten späteren Tschechoslowakischen Sozialdemokratischen Partei der Arbeiter im Přerover Umland war, besuchte in Přerov das Gymnasium, das er am 10. Juli 1912 abschloss; danach folgte ein Schnellkurs an der Handelsschule. Er ließ sich durch den damals populären linksorientierten Kolumnisten und Schriftsteller Josef Svatopluk Machar beeinflussen.
1936 bis 1939 studierte er – während seiner militärischen Laufbahn – Meteorologie und Geophysik an der Fakultät für Naturwissenschaften der Karls-Universität Prag, wo er 1939 zum RNDr graduierte.

### Militärische Karriere
Janoušek wurde am 2. Juni 1915 zur österreichischen Armee eingezogen und nach fünf Monaten zuerst an die italienische Front geschickt, dann aber bereits im Juni 1916 an die russische Front versetzt. Nachdem er in Gefangenschaft geraten war, meldete er sich im August 1916 in die serbische Freiwilligendivision, bereits im Oktober 1916 wechselte er in die neuen Tschechoslowakischen Legionen in Russland. Hier nahm er an zahlreichen Schlachten teil. Nach der Rückkehr in die bereits gegründete Tschechoslowakei besuchte er die Militärische Hochschule, die er 1923 abschloss. Nach und nach war er in verschiedenen Einrichtungen der Luftwaffe tätig, die er befehligte, er absolvierte einige Aufenthalte im Ausland (wie zweimal in Frankreich). 1937 wurde er zum Brigadegeneral befördert.
Nach der Besetzung des Landes und der Errichtung des Protektorats Böhmen und Mähren im März 1939 knüpfte Janoušek Kontakte zu der Widerstandsorganisation Obrana národa und flüchtete am 15. November 1939 über die „Balkanroute“ (Slowakei, Ungarn, Jugoslawien, Griechenland, Mittlerer Osten) nach Frankreich, wo die tschechoslowakische Exilarmee formiert wurde; hier wurde er zum Befehlshaber der sich ebenfalls formierenden Luftstreitkräfte, die aus mehreren Tausend geflüchteter Piloten und sonstigem Personal bestanden. Nach der Kapitulation Frankreichs wurde die tschechoslowakische Exilarmee im Juni 1940 nach Großbritannien evakuiert. Noch vor der Anerkennung der neuen tschechoslowakischen Exilregierung durch Großbritannien am 21. Juli 1940 nahm Janoušek Verhandlungen mit britischen Stellen auf und erreichte, dass tschechoslowakische Piloten umgehend zuerst in den Verbänden der RAF und später in eigenen Einheiten in die Kampfhandlungen eingreifen konnten – die 310. Staffel wurde am 10. Juli 1940 als erster Verband der tschechoslowakischen Luftwaffenverbände in der RAF errichtet und wie die übrigen späteren Staffeln der RAF unterstellt; vertraglich wurde dies mit Großbritannien etwa drei Monate später am 15. Oktober 1940 geregelt.
Janoušek, der nach seiner Ankunft in Großbritannien als Brigadegeneral zeitweilig der höchste Repräsentant der tschechoslowakischen Luftwaffe im Lande war, wurde am 12. Juli 1940 mit der Leitung des durch das britische Verteidigungsministerium neu errichteten Inspektorats der tschechoslowakischen Luftwaffe (The Inspectorate of Czechoslovak Air Force, auch Czechoslovak Inspectorate General) beauftragt. Janoušek trat der Royal Air Force Volunteer Reserve (RAFVR) als Acting Air Commodore bei und wurde auch zum Inspector Air Vice Marshall ernannt. Die Ernennung zum Inspektor der tschechoslowakischen Luftstreitkräfte durch die Exilregierung zum 15. Oktober 1940 geschah formell rückwirkend durch das Dekret vom 18. Juni 1941 (diesen Dienstgrad behielt Janoušek bis zum 19. Oktober 1945). Am 17. Mai 1945 wurde er schließlich zum Air Marshal befördert.

## Verhaftung und Prozess
In die befreite Tschechoslowakei kehrte Karel Janoušek am 13. August 1945 zurück. Seine weitere Karriere scheiterte an der Abneigung der neuen Regierung von Gottwald, die nach den Wahlen von 1946 am 2. Juli 1946 eingesetzt wurde, gegen alle an der sogenannten „Westfront“ kämpfenden Soldaten. Nach dem Februarumsturz 1948 durch die Kommunistische Partei der Tschechoslowakei wurde ihm bereits am 28. Februar 1948 Zwangsurlaub verordnet mit der Aussicht, bald außer Dienst gestellt zu werden. Janoušek erhielt ein Angebot, bei der International Civil Aviation Organization ICAO in Montreal zu arbeiten, für deren Gründung er sich aktiv einsetzte und bei deren Gründungskongress am 7. Dezember 1944 in Chicago (Chicagoer Abkommen) er die Tschechoslowakei vertrat. Sein Ausreiseantrag wurde jedoch strikt abgewiesen. Kurz darauf wurde er bei einem fingierten, angeblichen Fluchtversuch am 30. April 1948 verhaftet. In der Gerichtsverhandlung am Obersten Militärgericht am 17. Juni 1948 in Prag wurde er zu 18 Jahren schweren Kerkers verurteilt, in der Revision vor dem Staatsgericht am 9. Februar 1949 wurde die Strafe auf 19 Jahre verlängert. Die Anklage in diesem Schauprozess lautete auf Fahnenflucht und Hochverrat. Janoušek gehörte zu den ersten Opfern der Säuberungen des neuen Regimes – 1948 wurden insgesamt 27 Generäle und 813 hohe Offiziere der Exilarmee verurteilt, von 1948 bis 1950 dann insgesamt 6500, sehr viele von ihnen wurden hingerichtet.

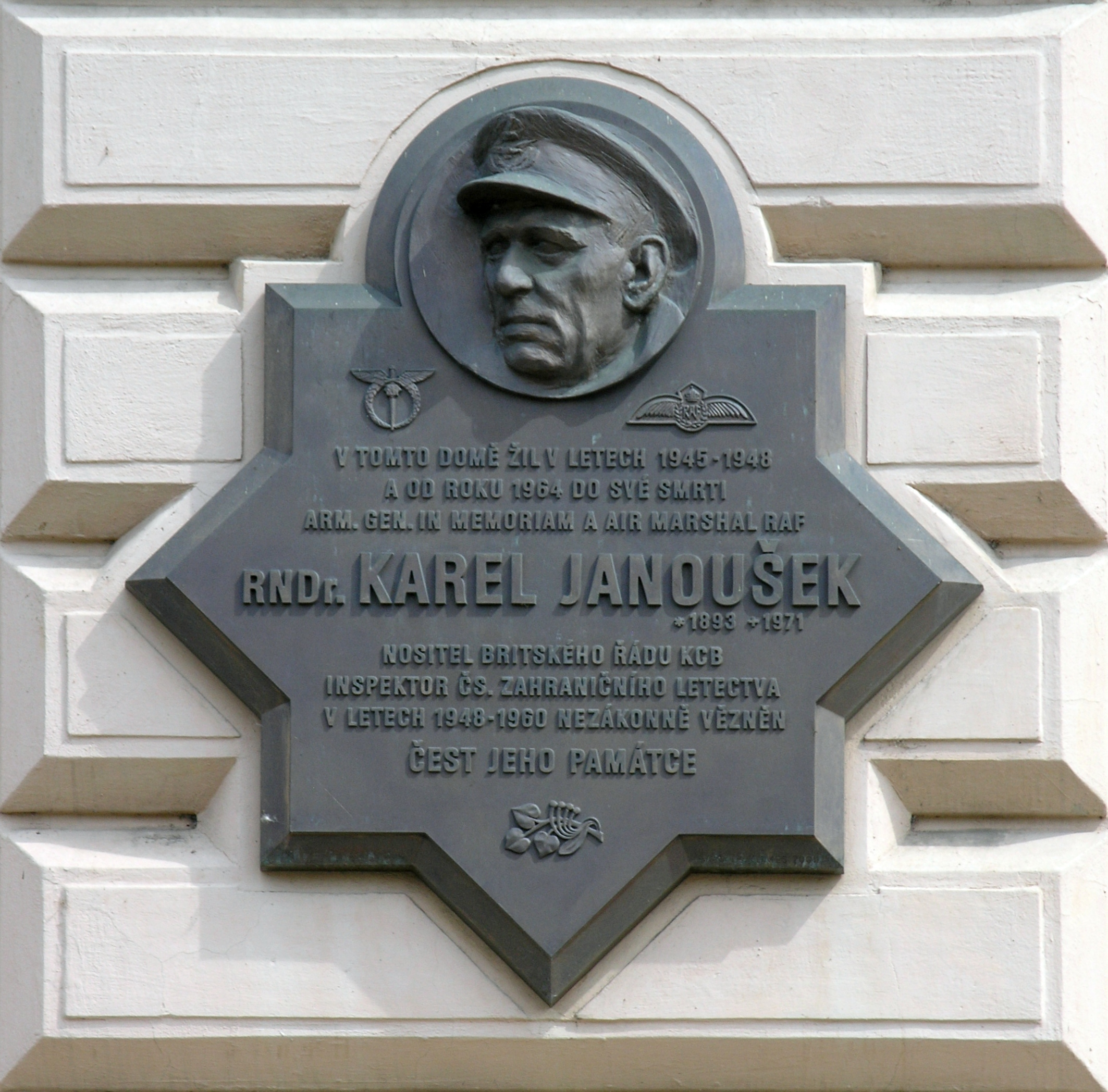
Gedenktafel in Prag auf einem Haus, wo Janoušek teilweise lebte

Janoušek wurde in einigen berüchtigten Gefängnissen wie Gefängnis Leopoldov, Gefängnis Pankrác, Gefängnis Bory und im Gefängnis Prag-Ruzyně inhaftiert. In Bory wurde er wegen eines weiteren Fluchtversuchs zu lebenslanger Haft verurteilt. Erst am 9. Mai 1960 wurde er aufgrund einer Amnestie des Präsidenten nach zwölf Jahren Haft freigelassen, jedoch nicht rehabilitiert. Weil er eine nur marginale Rente bezog, musste er kleinen Beschäftigungen nachgehen.

## Rehabilitierung, Auszeichnungen
Zwar wurde er 1968 rehabilitiert, jedoch ohne dass ihm die alten Dienstgrade zuerkannt worden wären. Dies geschah erst 1990, 19 Jahre nach seinem Tod, und am 2. Dezember 1990 wurde er in memoriam in den höchsten Dienstgrad der tschechoslowakischen Armee Armeegeneral befördert.
Karel Janoušek hat insgesamt 40 militärische Auszeichnungen erhalten, unter anderem Knight Commander of the Order of the Bath (1941), Commandeur de la Legion d’honneur (1945), Commander of the Order of Merit, Tschechoslowakische Interalliierte Siegesmedaille 1919 und weitere tschechoslowakische, französische, jugoslawische, russische, polnische, rumänische, norwegische, britische und US-amerikanische Auszeichnungen.